# Aichtalbrücke
Die Aichtalbrücke ist eine von 1979 bis 1983 erbaute Straßenbrücke der vierspurigen Bundesstraße 27 zwischen Stuttgart und Tübingen in Baden-Württemberg und überquert die Täler der Aich und deren nordwestlichem Zufluss Bombach.

## Geografische Lage
Die Aichtalbrücke steht östlich des Schönbuchs zwischen den Dörfern Neuenhaus im Westen und Aich im Osten (Stadtteile von Aichtal). Ihr Nordende befindet sich auf dem Pfaffenhau (362 m ü. NHN). Danach überspannt die Brücke den Bombach. Die Brückenmitte liegt auf dem Geißhau (360,5 m ü. NHN). Hiernach führt die Brücke über die Aich. Ihr Südende liegt auf dem Steinenberg (383,1 m ü. NHN).
Etwa 1,9 km weiter ostnordöstlich überquert eine ältere, zweispurige Brücke im Verlauf der Bundesstraße 312 die Aich.

## Beschreibung
Die Brücke ist 1.161 m lang und 27 m breit und verläuft in einem großen Bogen mit einem Kurvenradius von 1.500 m. Sie überquert den Bombach in 48 m und die Aich in 50 m Höhe.
Sie besteht aus zwei parallelen Balkenbrücken (je Richtungsfahrbahn eine) mit jeweils einem Spannbeton-Hohlkasten mit gleichbleibendem Querschnitt.
Ihre Feldweiten sind 3 × 51,0 m – 80,0 m – 8 × 51,0 m – 65,0 m – 84,0 m – 65,0 m – 6 × 51,0 m.
Die beiden Balkenbrücken sind als Durchlaufträger ausgeführt mit Festpunkten auf den Pfeilern in der Brückenmitte auf dem Geißhau. Auf den anderen Pfeilern ist die Brücke auf Punktkippgleitlagern gelagert. Die Stahlbeton-Pfeiler sind hohl und haben einen gleichbleibenden Querschnitt.
Die Brücke wurde im Taktschiebeverfahren erbaut. Sie war damals die längste taktgeschobene Brücke der Welt.
Die Brücke wurde von Leonhardt, Andrä und Partner und Polensky & Zöllner geplant und von einer Arge aus R. Besemer, G. Epple und Polensky & Zöllner ausgeführt.